# 胡殿鵬
胡殿鵬（1869年8月22日—1933年10月4日），幼名巖松，字子程，號南溟:349，臺灣府臺灣縣（今臺灣臺南市）人，詩人、報刊記者及編輯。

## 生平
胡殿鵬生於同治八年七月十五日（1869年8月22日），世居臺灣縣呂祖廟前胡厝（今臺南市中西區開山路52巷8號），為胡滄海長子，下有2弟:349-350。胡殿鵬曾補博士弟子員，光緒十七年（1891年）與陳渭川、謝石秋、趙雲石（趙鍾麒）等人組織「浪吟詩社」:350:165。
乙未戰爭爆發時胡殿鵬隨父及庶母避居廈門，其母和新婚不久妻子及兩名弟弟留在臺灣:350，1896年胡殿鵬獨自返回臺灣:165，1898年任《臺灣日日新報》漢文部通信記者:350，後又至《臺澎日報》當記者，為連橫同事:350。1905年連橫在廈門創辦《福建日日新聞》，邀請胡殿鵬前往任職，後因該報鼓吹討伐清朝，遭當局顧忌而被關閉，故胡殿鵬在廈門待了1年多便回到臺灣:350-351，在《全臺報》任職時事版編輯:183，1906年與連橫、趙雲石、謝石秋等共組「南社」:350-351:165。
1914年胡殿鵬妻子李仙過世，悲痛之下患上精神疾病，閉門隱居，經濟愈發窮困，有一對子女被親戚扶養，但30幾歲便過世:166。胡殿鵬精神狀況恢復後開始「設帳授課」，撰稿刊登各報，為《臺灣詩薈》主要作者:166，作家洪鐵濤為其徒弟:351。晚年娶中醫劉揚名長女劉金娘:166，1933年10月4日，胡殿鵬去世:351。

## 作品及風格
國立中山大學中國文學系教授龔顯宗認為胡殿鵬詩作以「狂放曠達」知名:183，連景初亦說其「才華洋溢，所為詩文，氣局雄渾，豪邁逸宕，然幾被世俗之人自為『瘋子』。」:39但胡殿鵬寫詩的題材、文詞時常與其他詩文重複，詠物詩部分作品體會不深，旅遊詩以臺灣為主，有部分「寫景生動」，但多數詩詞寫得較為草率:183。〈五江曲〉為胡殿鵬代表作:130，龔顯宗認為其酬贈之詩不算佳作，但仍可發現該者的社交網絡:183。

### 懷古
胡殿鵬詩作僅存數十首，龔顯宗稱胡殿鵬懷古詩作以〈臺灣懷古〉七首最具代表性，前五首歌詠鄭成功亦有描寫寧靖王、五妃之詩，〈大陸弔國〉八首則則憑弔清朝滅亡，前四首由清朝皇室宮殿回溯長白山，後四首以人作為對象，分別描寫西、慶王、隆裕、袁世凱，詩中多給予西后、慶王正面評價，隆裕后負面之詞居多，袁世凱則受其推重:170-171。〈無字碑〉：「絕頂森幢蓋，贏秦亦立碑；字無倉頡制，石是祖龍移。賦白開生面，高堅相有皮；泰山窺玉女，應笑焚坑癡。」則具警世意味，以笑做結尾，實含悲痛及憤怒:171。

### 詠物
龔顯宗認為胡殿鵬詠物詩「頗富巧思，能開拓新題材，賦以新意。」亦曾描寫科學新物，以〈飛機〉十二首為代表，但作者對飛機性能不甚瞭解，也沒有親自體驗，僅能以「飛機」之題目發想內容，故詮釋並不正確:172-173。

### 旅遊
胡殿鵬旅遊之作有〈過澎湖〉、〈安平〉、〈蓬壺書院〉、〈新高山〉、〈新運河〉、〈寧南石屭〉、〈澄臺覽古〉、〈施琅別墅〉、〈西湖三絕〉等均為五言絕句，另有〈臺灣雜詠〉四十首、〈雞籠八景〉，皆是七言絕句，前者以〈臺灣首學〉開端，〈龍舟競渡〉結尾，〈雞籠八景〉收錄〈鳴秋噋〉、〈觀濤岩〉、〈七星屯〉、〈小桃林〉、〈飲冰壑〉、〈大觀閣〉、〈晴雪峰〉、〈仰天池〉八景:174-176。

### 神遊
胡殿鵬以七言古詩及樂府見長:39，連景初表示〈長江曲〉、〈黃河曲〉、〈漢江曲〉、〈湘江曲〉、〈曲水曲〉:39等〈五江曲〉為其代表作:39，因並未實際去過這些地方，故以各種資料寫成該五曲。〈長江曲〉描寫名勝、古蹟、人物，彭國棟在《廣臺灣詩乘》中表示：「自古詠長江者，無踰於此，與宋馬長遠的長江萬里圖並存。」〈黃河曲〉篇幅大致上和〈長江曲〉相同，文學家謝星樓在〈讀曲十二則〉中說道：「上下千古，空所依傍，是為秦漢以來樂府中獨闢境界者。」:176-179《台灣古典詩詞讀本》亦表示該二曲「篇幅之宏偉，氣勢之磅礡，令人讚嘆。」:130
龔顯宗認為胡殿鵬絕句不如律詩，古詩又比律詩更佳，其中以七言古詩寫得最好，五言古詩亦可，〈東南行〉六篇為五言古詩的代表作，自泰山開始寫起，中敘張良、劉基，後描寫南京、揚州、蘇州景色，以太湖做結尾:179-180。

### 酬贈
龔顯宗認為胡殿鵬酬贈之作比起其他作品較為遜色，〈弔陳進士省三公〉稱其科舉考試皆傳捷報，可稱為「循吏」，具行狀性質，〈追悼會魁許蘊白〉以「詩臣」、「經緯武文」等字眼推崇，此外亦與黃欣、趙鍾麒、吳子瑜、施士有所往來，曾贈與他們詩文。1928年胡殿鵬寫出七言古詩〈再贈固園〉，該詩獲書法家楊草仙抄錄並貼在圍屏上:181-182。

## 評價
1933年10月4日胡殿鵬過世，19日黃谿荃（即黃溪泉，黃欣之弟）及王臥蕉在《臺南新報》刊登輓詩二首，21日黃谿荃、陳寄齋再度刊登輓詩，黃谿荃稱其「健筆」，王臥蕉讚其「霸才」，陳寄齋譽為「一字師」:167。連橫亦稱：「臺南胡南溟，狂士也。文狂，詩狂，人遂以為狂，然每一篇出，讀者咋舌！」:39

## 著作
著有《南溟詩草》及《大治一爐詩話》，均未刊行:40。